# 川手泰二
川手 泰二（かわて たいじ、1911年9月1日 - 1986年8月22日）は、日本の新聞記者、会社経営者。名古屋放送株式会社代表取締役社長、会長。全国朝日放送取締役。

## 来歴・人物
山梨県北杜市（旧須玉町若神子）出身。父は、昭和初期に立憲政友会所属で山梨県選出の衆議院議員だった川手甫雄。兄は、山梨トヨタ自動車社長やテレビ山梨取締役を務めた川手淳一。弟は、日軽アルミニウム工業専務を務めた川手雄三。
山梨県立甲府中学校、日本大学法学部卒業。大学卒業後の1936年に朝日新聞社に入社。社会部の事件記者として鳴らし、警視庁キャップを務めた。1961年に東京本社特信部長に就任。
1962年4月、名古屋放送の開局に際して放送界に転じ、取締役東京支社長に就任。その後、1965年に常務取締役、1968年に専務取締役、1971年に取締役副社長となり、1976年7月に代表取締役社長に就任。副社長時代には、中京テレビ放送との間で懸案となっていたネットワークの再編に尽力した。
また、1974年から1976年までは、社長の神谷正太郎に代わって日本民間放送連盟の副会長を務めた。民放連では14年間にわたって報道委員長の職にあり、特に1984年のロサンゼルスオリンピックの際には、民放連の代表としてオリンピック委員会との折衝に当たった。
1975年に藍綬褒章、1981年に勲二等瑞宝章を受章。1985年に名古屋放送の代表取締役会長に就任した。
名古屋放送在職中は、1963年から「グリーンキャンペーン」と称する息の長い都市緑化事業を推進した。また、朝日新聞社常務だった矢島八洲夫が所有していた浮世絵のコレクションをこどもの国協会の基金づくりのために手放すことになり、川手が主導してこのコレクションを名古屋放送が購入した。8500枚に及ぶ購入したコレクションの一部は、バーチャルミュージアムで公開されている。
川手は豪放な性格で、新聞記者時代には気に入らないことがあると上司に対しても「バカヤロー」と怒鳴りつけることがあった。しかし、部下は「バカヤロー」の裏側に優しい思いやりがあるのを感じていたという。
1986年8月、急性心筋梗塞のため静養中の長野県で急逝した。74歳没。

## 著書
- 『新警察読本』（ニュース社 1948年） 加藤陽三との共著[9]